# Txell Ferré Gaset
Txell Ferré Gaset   (Manresa, 10 de novembre de 2006) és una esportista catalana que competeix en natació sincronitzada. El 2024 estudiava disseny d'interiors.

## Trajectòria
Va començar al Club Natació Manresa a sis anys i amb 10 anys va incorporar-se al Club Natació Sabadell.
El 2004 va participar al Mundial de Doha i va aconseguir una beca al CAR de Sant Cugat, on es va desplaçar des del Blume. Va guanyar una medalla d'or al Campionat Europeu de Natació de 2024 de Belgrad, a la prova equip tècnic.
Va participar als Jocs Olímpics de París 2024, obtenint una medalla de bronze a la prova d'equip.

## Palmarès internacional
| Jocs Olímpics     | Jocs Olímpics     | Jocs Olímpics | Jocs Olímpics |
| Any               | Lloc              | Medalla       | Prova         |
| ----------------- | ----------------- | ------------- | ------------- |
| 2024              | París (França )   | 3             | Equip         |
| Campionat Europeu |                   |               |               |
| Any               | Lloc              | Medalla       | Prova         |
| 2024              | Belgrad (Sèrbia ) | 1             | Equip tècnic  |